# Rue des Fossés-Saint-Jacques
La rue des Fossés-Saint-Jacques est une voie séparant le quartier du Val-de-Grâce du quartier de la Sorbonne, dans le 5e arrondissement de Paris.

## Situation et accès
La rue commence rue Saint-Jacques et remonte jusqu'à la place de l'Estrapade.
La rue des Fossés-Saint-Jacques est accessible à proximité par la ligne 10 à la station Cardinal Lemoine.

## Origine du nom
Elle doit son nom aux fossés de la ville, située dans le voisinage de l'ancienne porte Saint-Jacques de l'enceinte de Philippe Auguste sur l'emplacement desquels elle a été ouverte.

## Historique
Cette voie est ouverte au milieu du XVIIe siècle, en remplacement d'un ancien chemin qui suivait extérieurement le chemin de l'enceinte de Charles V, creusé de 1357 à 1365 et comblé de 1646 à 1660. Elle aboutissait à la porte Saint-Jacques.

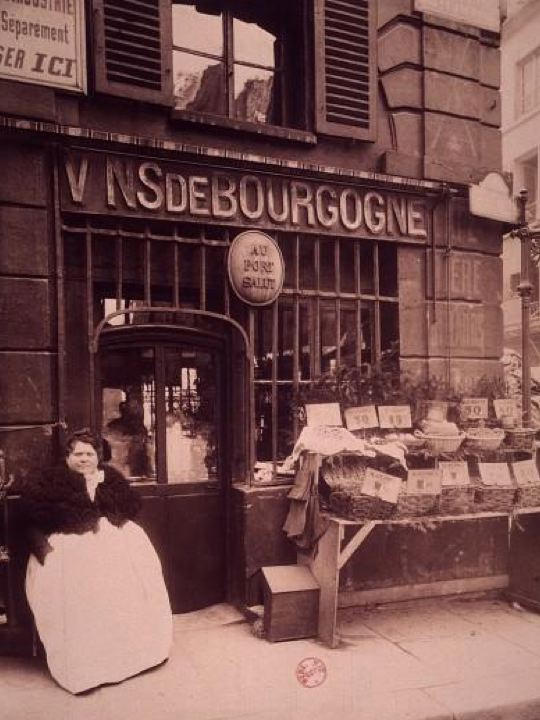
Vue de la rue et du cabaret Port du Salut, 1903 (photo d'Eugène Atget).
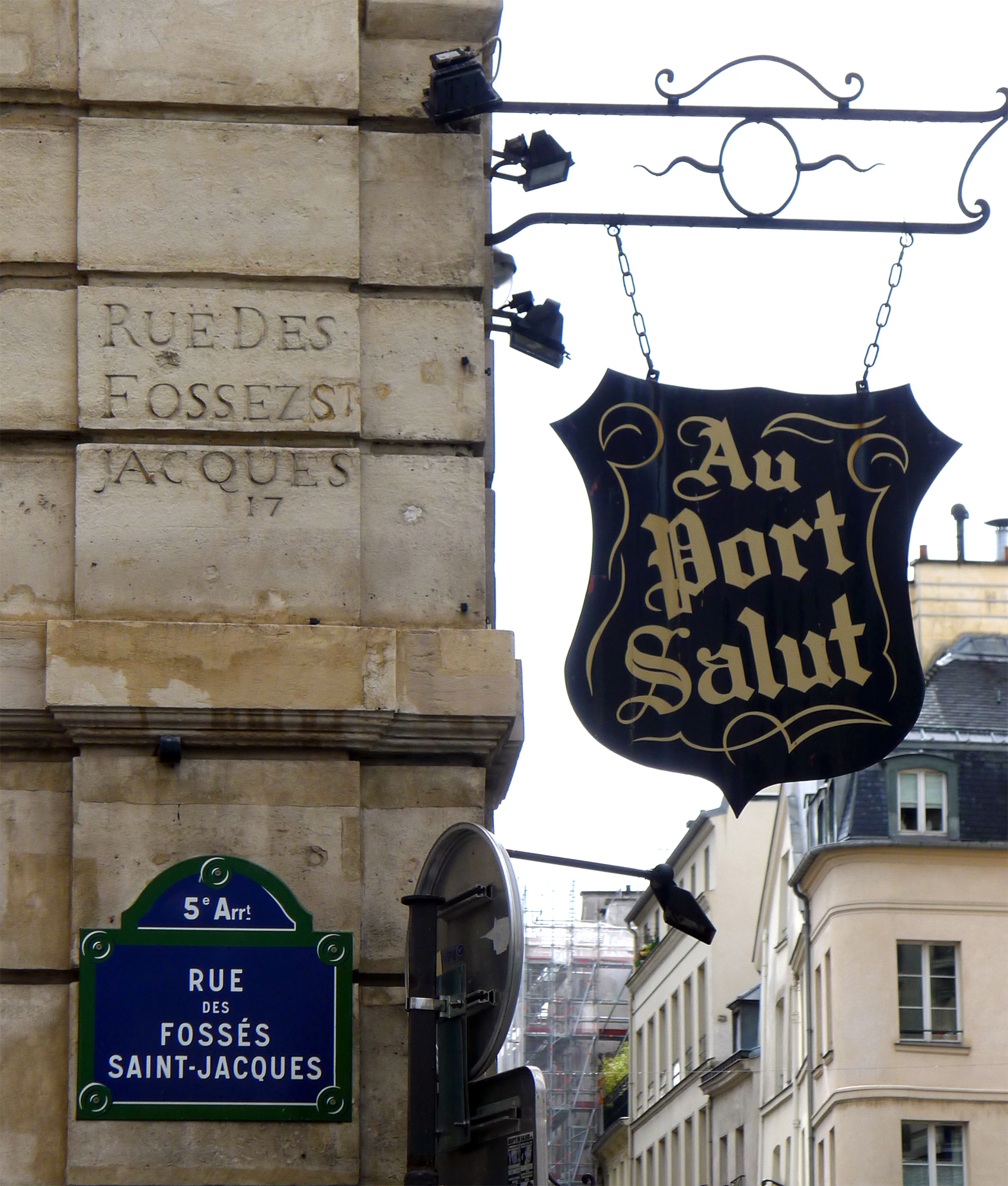
Ancien nom de la rue.

## Bâtiments remarquables et lieux de mémoire
- No 4 : immeuble de rapport, construit en 1762 sur l’emplacement du jeu de paume du « Petit Oyson ». Le parcellaire conserve la forme rectangulaire et peu profonde de l’établissement[2].
- Le no 10 abrite la librairie associative La Libre Pensée, où est apposée une plaque en hommage à Ferdinand Buisson (député qui fit adopter la loi de séparation des Églises et de l’État de 1905), inaugurée en 1980 pour protester contre la venue du pape Jean-Paul II en France.
- Les nos 16 et 18 accueillent deux façades de commerces, une boulangerie[3] et une boucherie[4], classées aux monuments historiques.
- C'est au no 16 qu'habita le compositeur français Marius Constant jusqu'à la fin de sa vie, comme l'indique une plaque commémorative sur la façade du bâtiment.
- Le no 18 abrite l'Association philotechnique. En octobre 1926, Monique Saint-Hélier y habita un appartement avec son mari Blaise Briod[5].
- La librairie portugaise et brésilienne se trouve aux nos 19-21. Elle est créée en 1986 par Michel Chandeigne[6] (installée jusqu'en 2012 10 rue Tournefort).
- C'est au no 21 que furent imprimés les Cahiers de la Quinzaine de Charles Péguy. Un panneau Histoire de Paris lui rend hommage. À proximité, 8 rue de la Sorbonne et 9 rue Victor-Cousin, des plaques rendent également hommage à Péguy.
- Le peintre et graveur Alexis Nicolas Noël vécut et mourut au no 22.
- C'est au no 23 qu'a habité le peintre Alfred Sohn-Rethel, ainsi que Jean-Pierre Rousselot, phonéticien et dialectologue.
- Au no 24 habitait l'universitaire Maurice Duverger. Un attentat vise son appartement en janvier 1962, parmi plusieurs ciblant des journalistes et des hommes politiques[7].
- Cette rue a fait l'objet d'une composition instrumentale de Georges Moustaki, intitulée Rue des fossés-Saint-Jacques dans l'album Le Métèque. Elle est liée également à la présence du célèbre cabaret Port du Salut, situé à l'angle avec la rue Saint-Jacques, où se produisirent la plupart des grands noms de la chanson française d'après-guerre.
- Sur le mur, au coin de la rue Saint-Jacques, figure, sur deux plaques de pierre, l’ancien nom de la rue. Un décret de 1729 donne obligation de graver sur une plaque de pierre, incorporée à la façade, le nom de la voie, Le 14 août 1792, la Convention nationale décide « la suppression des signes de féodalité et de superstition ». Les lettres « St » sont alors supprimées. Sous le Consulat, elles sont rétablies[8].

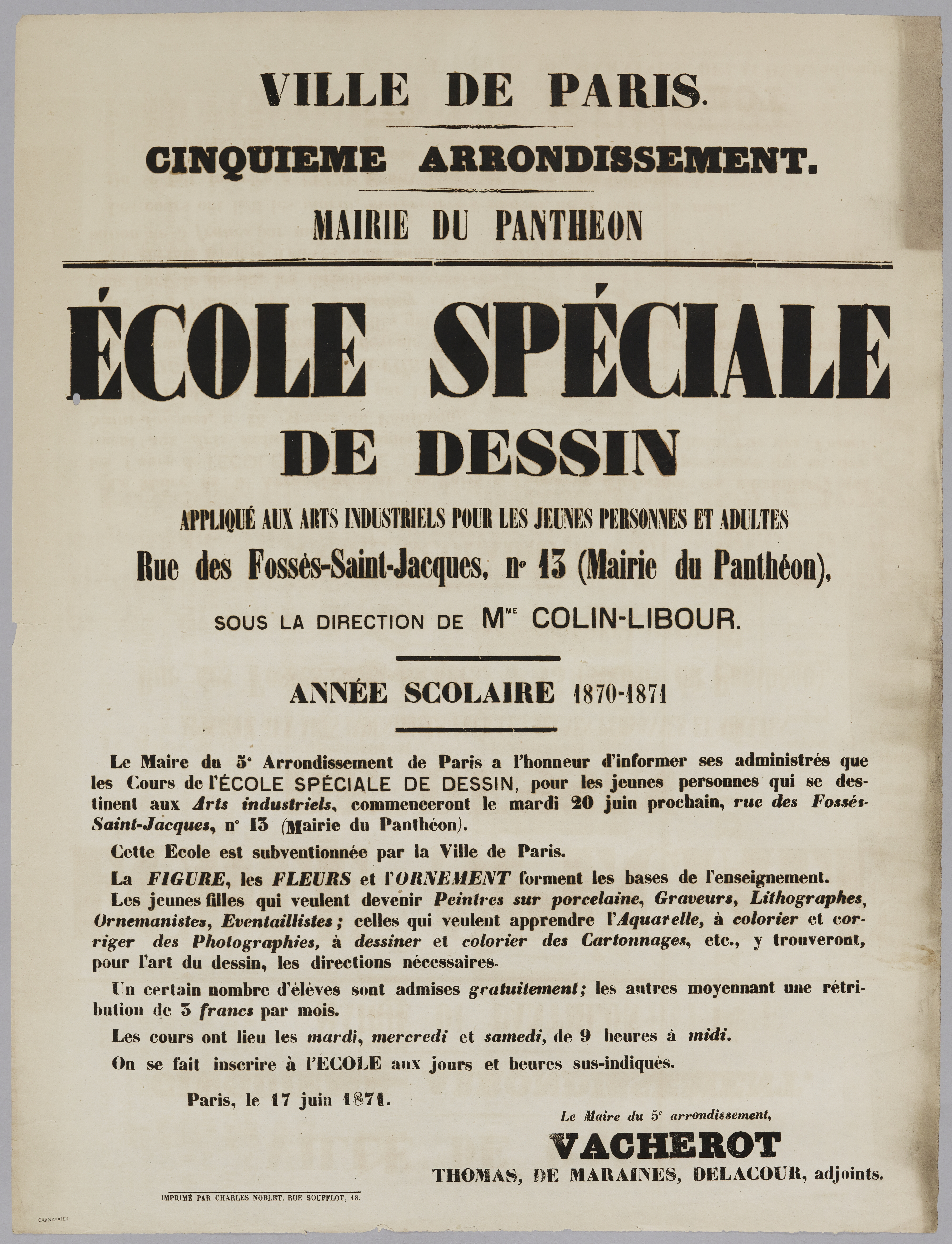
En 1870, Uranie Alphonsine Colin-Libour enseigne les arts industriels aux jeunes filles et femmes adultes au 13, rue des Fossés Saint-Jacques.

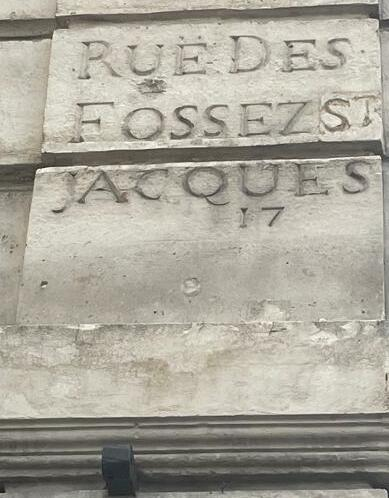
Plaques de pierre portant l’ancien nom de la rue des Fossés-Saint-Jacques.
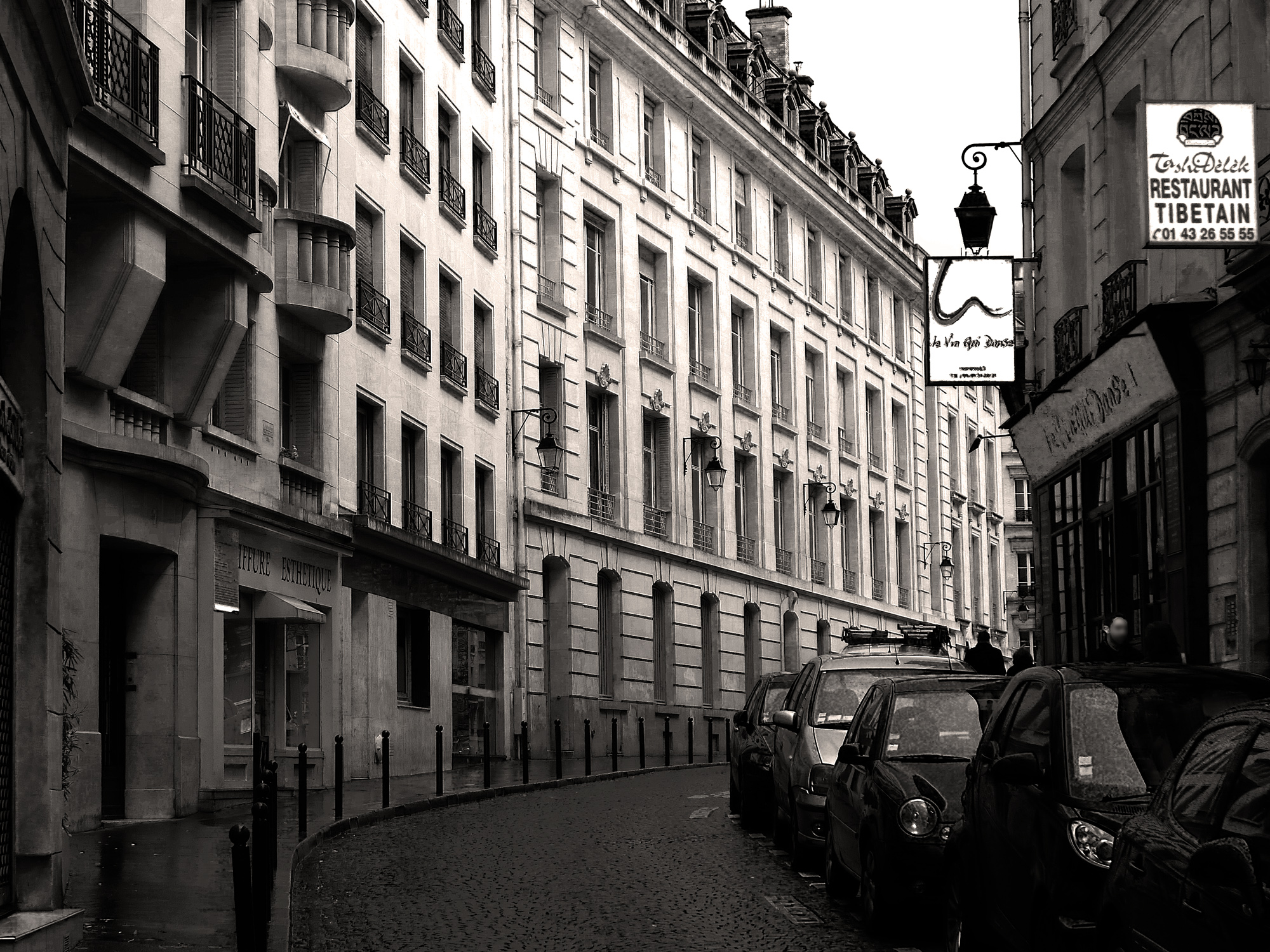
La rue des Fossés-Saint-Jacques vue en direction de la place de l'Estrapade.
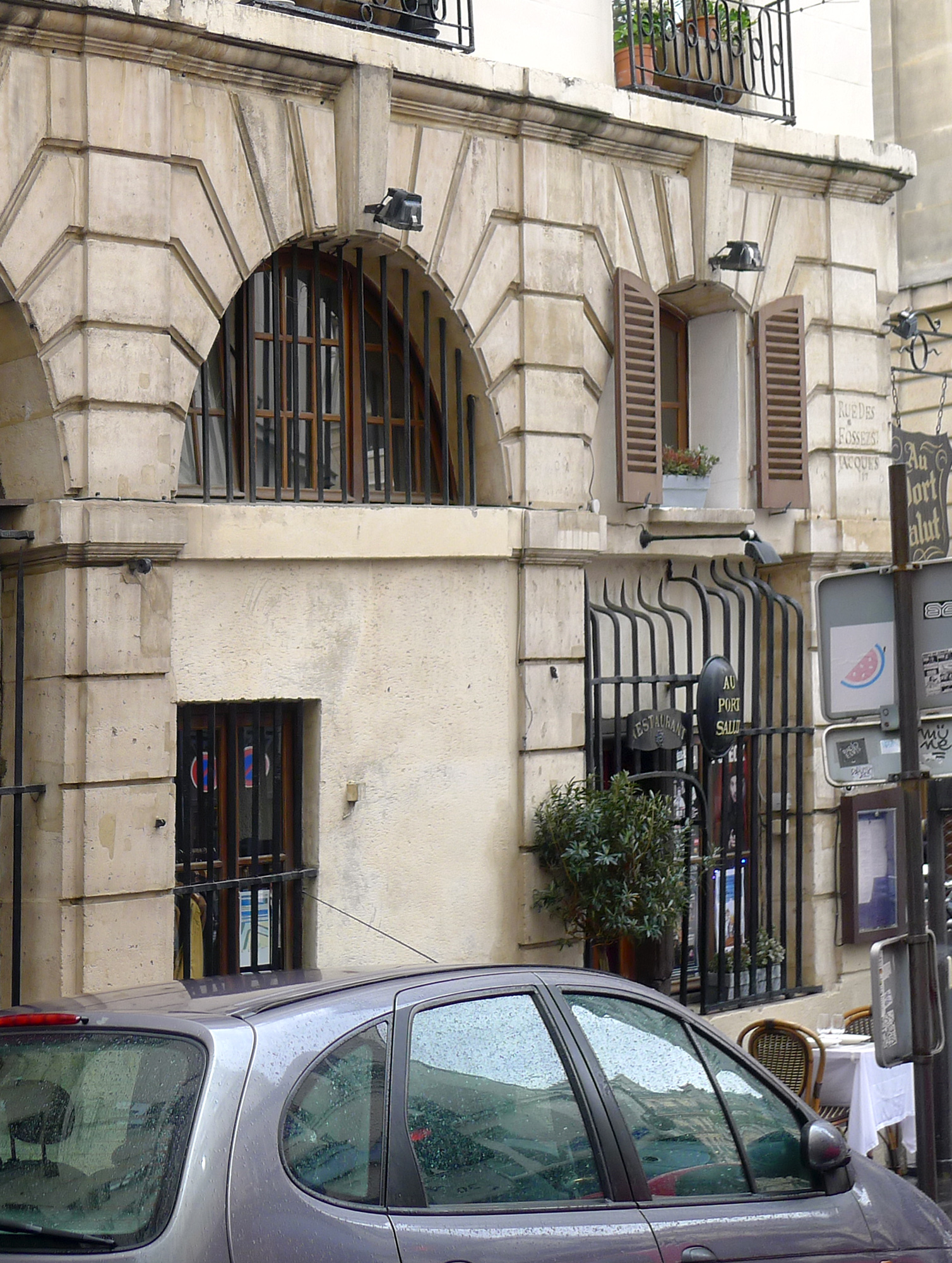
Cabaret Port du Salut.
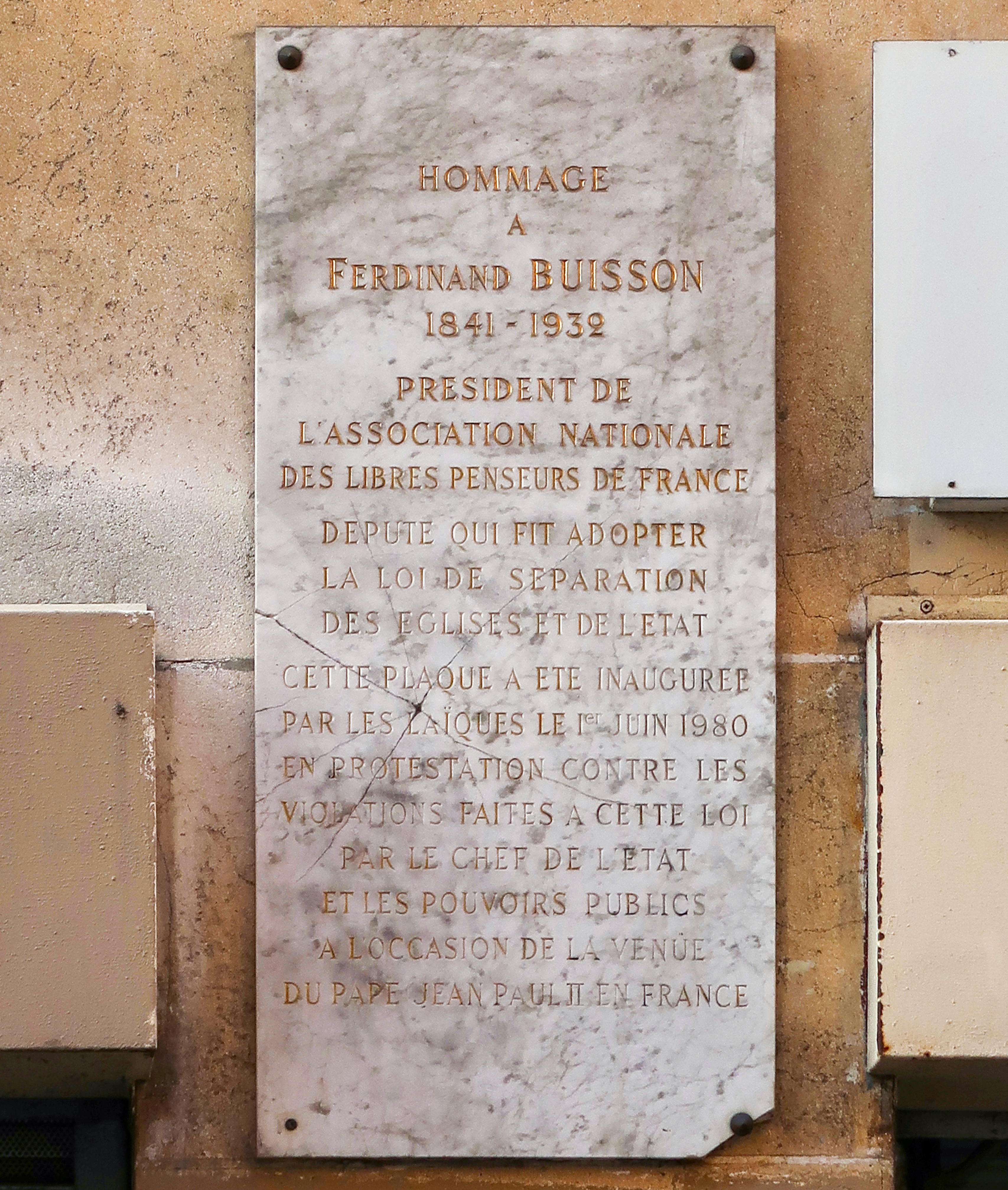
Plaque au no 10.
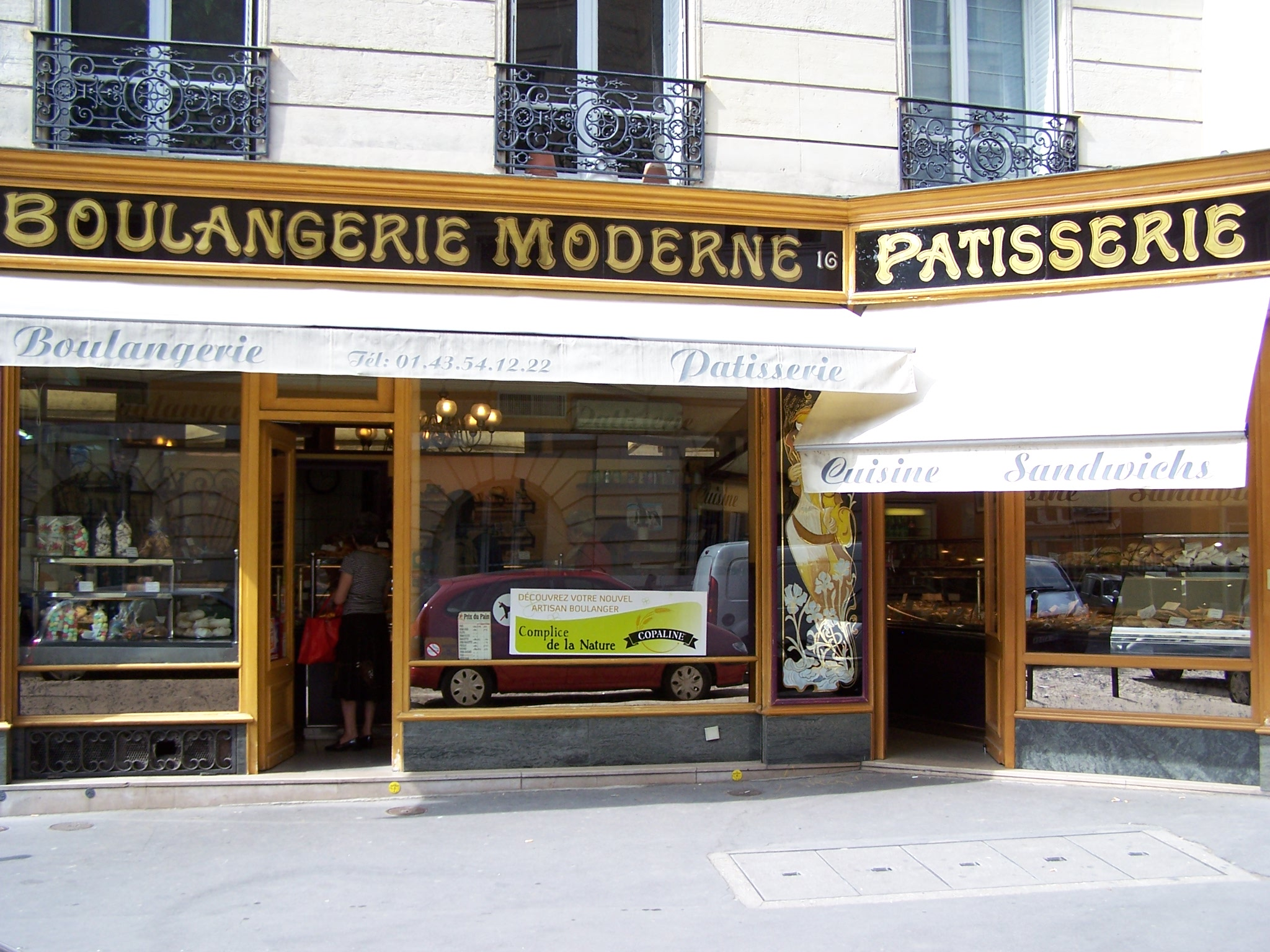
La boulangerie du no 16, inscrite aux monuments historiques.
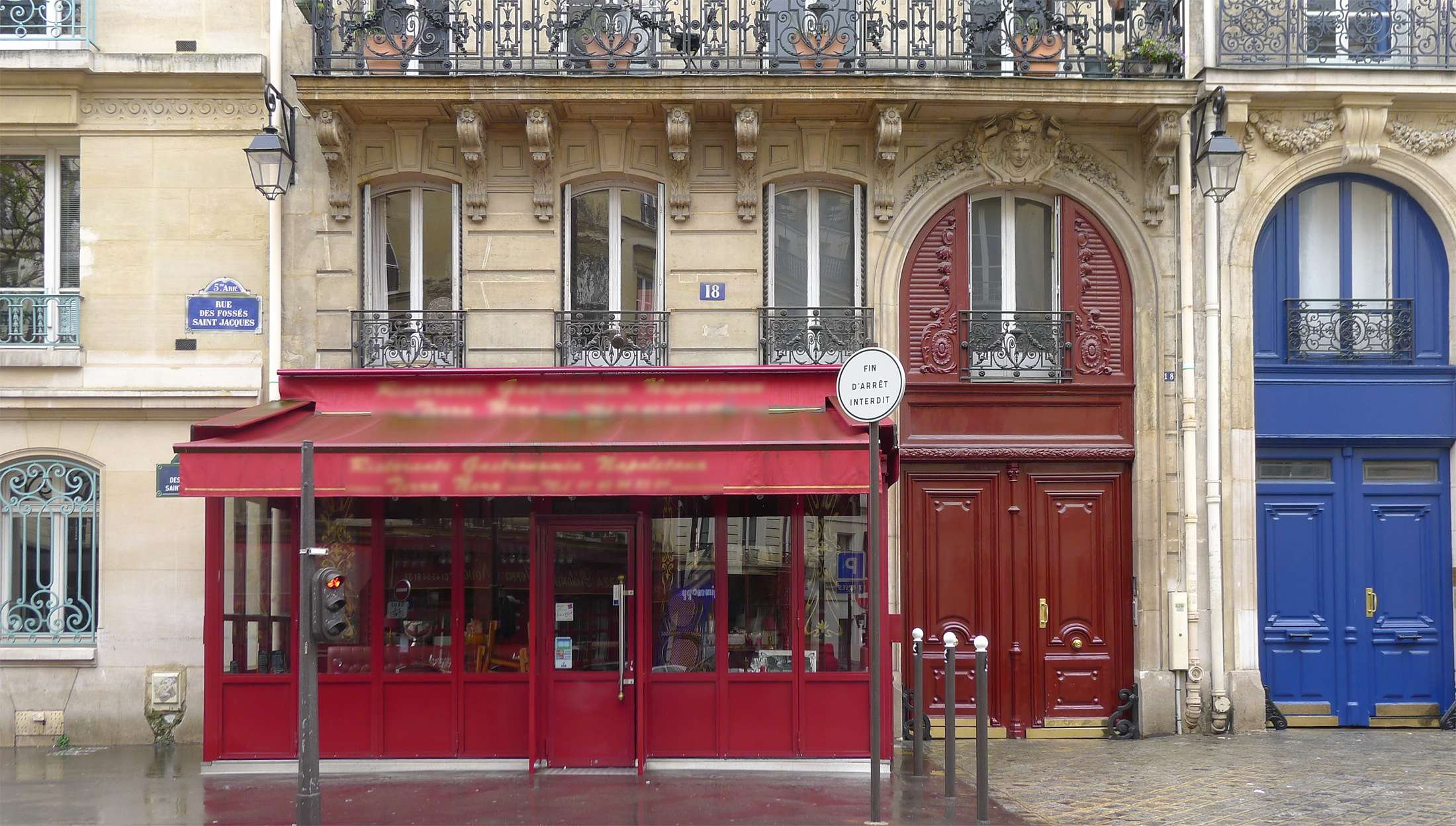
No 18.
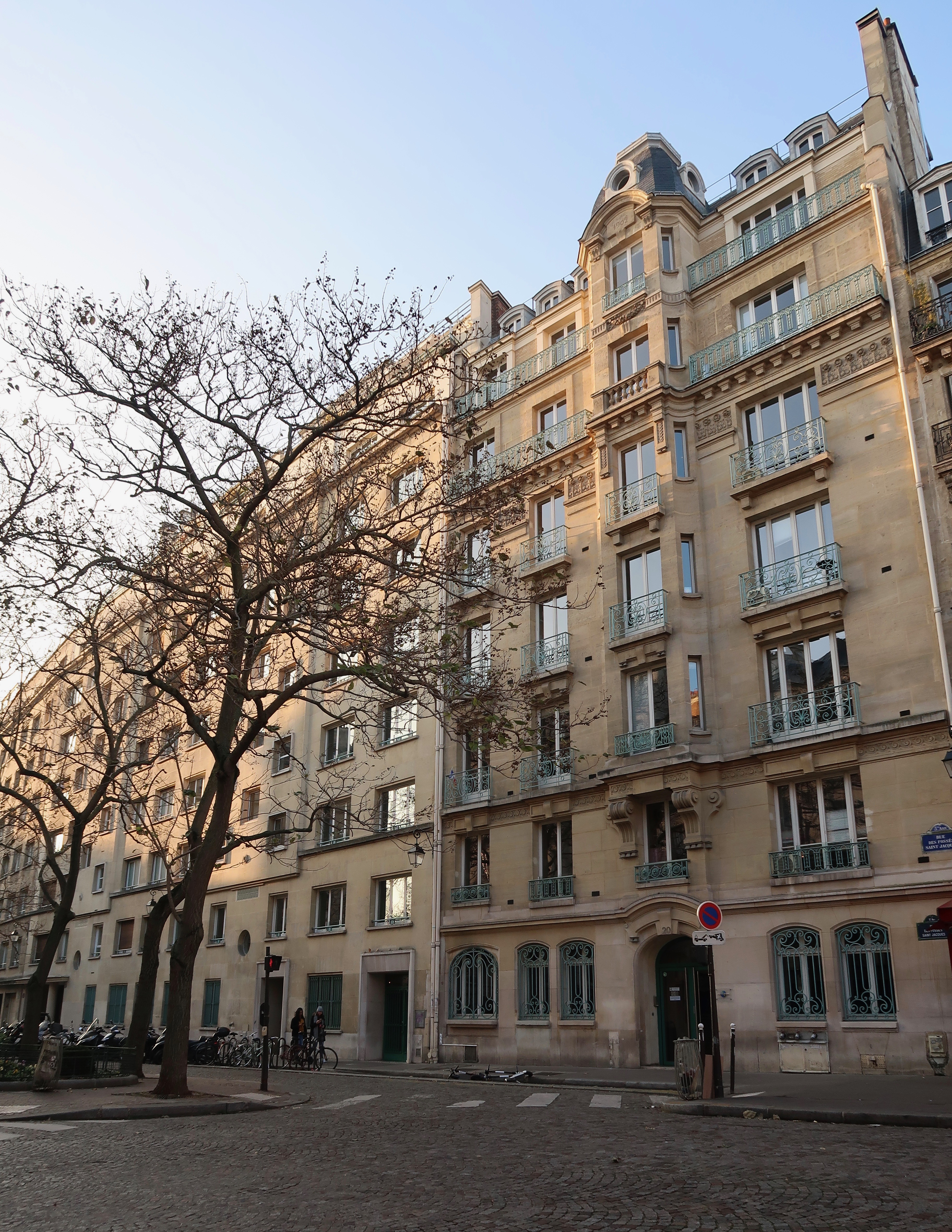
No 20.
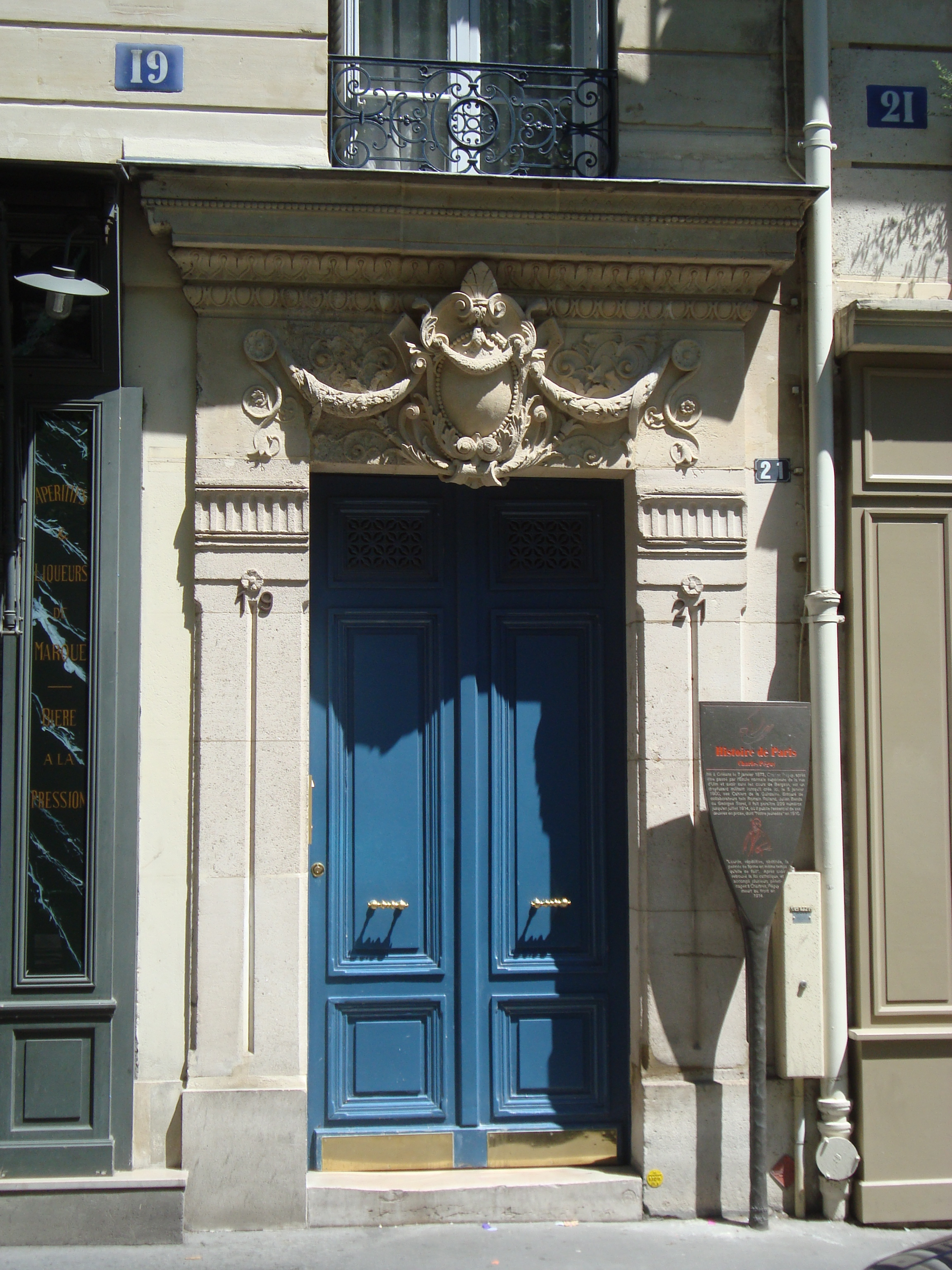
Le no 21 lié à Charles Péguy.